# Aphrosylus canariensis
Aphrosylus canariensis är en tvåvingeart som beskrevs av Santos Abreu 1929. Aphrosylus canariensis ingår i släktet Aphrosylus och familjen styltflugor.
Artens utbredningsområde är Kanarieöarna. Inga underarter finns listade i Catalogue of Life.